# Paramahansa Jogananda
Paramahansa Yogananda (bengalski: পরমহংস যোগানন্দ, latinično: Pôromôhongsho Joganondo, hindi: परमहंस योगानन्‍द; Indija, 5. siječnja 1893. - SAD, 7. ožujka 1952.), indijski duhovni učitelj i guru.
Svoj život posvetio je razumijevanju i ujedinjenju duhovnih učenja Istoka i Zapada, kao i širenju Kriya Yoge kao puta kojim se može postići jedinstvo s Bogom.

## Životopis
Yogananda se rodio i dobio ime Mukunda Lal Ghosh u Gorakhpuru u Indiji, u pobožnoj obitelji. Od svojih najranijih dana pokazivao je veliku sklonost prema duhovnosti i Bogu. U svojoj mladosti težio je upoznati Učitelja koji će ga voditi duhovnim putem prema Bogu, pa je tako kao mladić upoznao mnogo indijskih lutajućih svetaca i gurua. Jednom je čak pobjegao od kuće želeći otići u Himalaje, gdje su prema indijskoj tradiciji odlazili mnogi koji su se u samoći i meditaciji željeli približiti Bogu.
Svog Učitelja i gurua, Swami Sri Yukteswar, Yogananda je upoznao 1910. godine kad mu je bilo 17 godina. Kasnije je postao Sri Yukteswarov najistaknutiji učenik. Kad je 1915. godine diplomirao religiozne studije na Fakultetu Serampore, preuzeo je formalne zavjete i postao član Reda Swamija.
1917. godine Yogananda je počeo voditi školu za dječake u jednom malom bengalskom mjestu po imenu Dihika, koje se nalazi na obali rijeke Damodar. Tu je dječake podučavao yogi i duhovnim disciplinama. Škola je kasnije premještena u mjesto Ranchi.
1920. godine Yogananda je otišao u SAD, u duhovnu misiju koju mu je ranije protumačio njegov guru Sri Yukteswar. Njegova zadaća bila je da na Zapad prenese duhovnu praksu Kriya Yoge, te da pokaže kako su temeljne religiozne istine kršćanstva te indijskih religioznih učenja u biti iste, samo izražene u različitim formama.
U SAD-u je Yogananda utemeljio Self-Realization Fellowship koje je imalo za cilj promicanje Kriya Yoge kao duhovne prakse. Yogananda je također želio približiti indijska duhovna učenja Zapadu, želeći pokazati kako se ona u svojoj biti ne razlikuju od kršćanskih. Nakon nekoliko godina tijekom kojih je putovao SAD-om i održavao razna predavanja, 1925. godine Yogananda je u Los Angelesu utemeljio međunarodno sjedište Self-Realization Fellowship.
Nakon 15 godina duhovne službe na Zapadu, njegov Učitelj Sri Yukteswar dodijelio mu je ime "Paramahansa", što znači "Vrhovni Labud". Labud je u indijskoj tradiciji simbol mudrosti.
Poslije Yogagandine smrti na njegovom tijelu niti nakon 20 dana nisu uočeni ikakvi znakovi raspadanja ili bilo kakve promjene. Upravitelj mrtvačnice Harry T. Rowe izjavio je u magazine "Time" da tako nešto nikad prije nije vidio.

## Djela
Paramahansa Yogananda je autor niza djela duhovne tematike. Najpoznatije mu je djelo njegova autobiografija pod nazivom "Autobiografija jednog yogina", koja je odavno postala nezaobilazan klasik na području duhovne književnosti. Prevedena je na četrnaest jezika i obavezno je štivo za kolegije komparativne religije, psihologije, književnosti, filozofije, sociologije, pa čak i biologije, na više od stotinu sveučilišta i koledža.
U tom djelu Yogananda pripovijeda o svom životu i svojim susretima s indijskim svecima i yoginima kao što su "svetac s dva tijela", "lebdeći svetac", "mirisni svetac", "svetac bez sna", "Tigar swami" i sl., te o druženju s Rabindranathom Tagoreom, Jagadisom Chandrom Boseom i Mahatmom Gandhijem.
Važna poglavlja posvećena su "zakonu o čudima" i "kriya yogi" - drevnoj indijskoj znanosti o bogospoznaji.
U djelu "Drugi Kristov Dolazak: Uskrsnuće Krista u tebi samom", Yogananda je na opširan i iznimno intuitivan način protumačio temeljne istine Isusovog učenja sadržanog u evanđeljima. Tu ne govori o doslovnom povratku Isusa na Zemlju, već o ostvarenju Kozmičke Mudrosti odnosno Kristovske Svijesti kroz iskustvo unutar čovjeka.
Za mnoge je ovo kapitalno Yoganandino djelo jer smatraju da su s ovim djelom evanđelja originalno protumačena u smislu dubljeg prepoznavanja vječnih istina Kristovog učenja. Yogananda također pojašnjava da titula "Krist" predstavlja Kristovsku Svijest, odnosno sveznajuću Inteligenciju Boga prožetu ljubavlju i Božjim blaženstvom, a koja se očituje unutar neke osobe.
Pošto je i u njemu samome očitovana Kristovska Svijest, Yogananda je napisao ovu knjigu kako bi Isusovo učenje pojasnio na autentičan duhovan način jer su se pojavila brojna iskrivljena tumačenja Isusovih poruka.

## Vanjske poveznice
- Self-Realization Fellowship web početna stranica (engleski)
- Paramahansa Yogananda i Kriya yoga ostavština
- Joga u svakodnevnom životu